# アメリカ合衆国国立公園

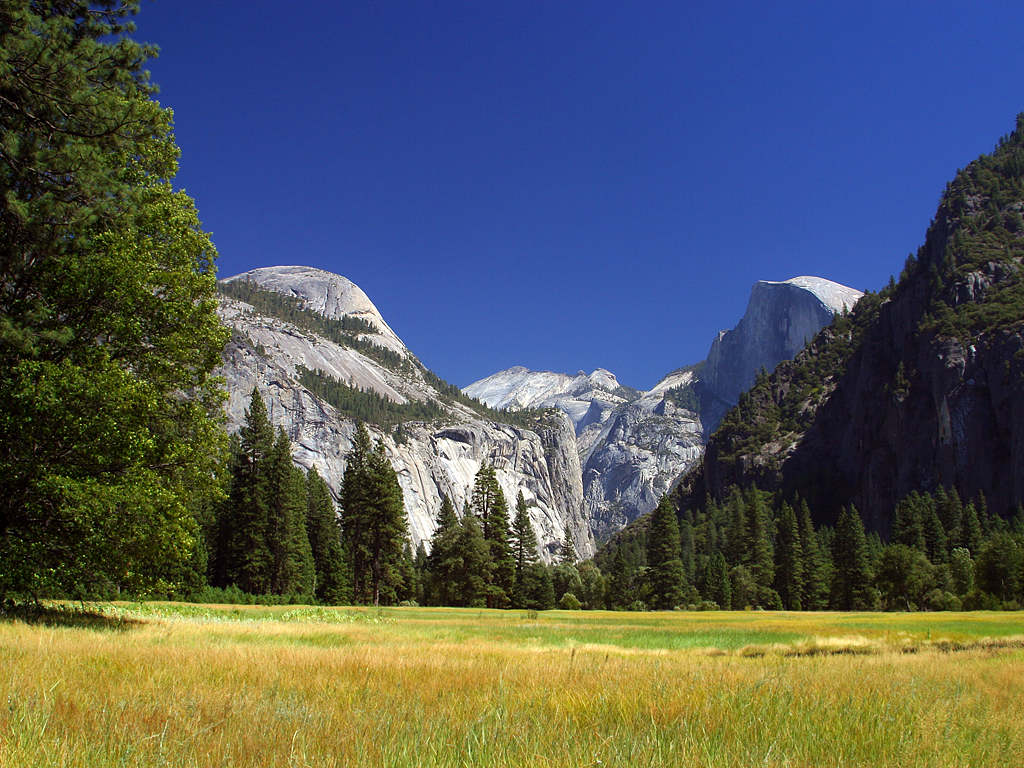
ヨセミテ国立公園 カリフォルニア州

アメリカ合衆国国立公園（あめりかがっしゅうこくこくりつこうえん、英語：American National Parks）は、1872年に世界ではじめて成立した国立公園制度である。

## 国立公園の運営・管理
国立公園は、連邦内務省の国立公園局が管理責任を持っている。国立公園局は、すべての国立公園、多くの国定記念物、その他さまざまな名称のついた保護物と歴史的な特徴を管理するアメリカ合衆国連邦機関。1916年8月25日に、「風景、自然、史跡、および野生動物を保存すること」を目的とした国立公園局オーガニック法を通して議会によって創設された。国立公園局の直接管理のほとんどは、上院によって承認された国立公園局局長が監督している。実際の公園内のホテル、キャンプ場、レストラン、ツアーの管理や運営は、契約された民間企業が行っている。

### 政府閉鎖時の対応
連邦予算の不成立などにより生じる政府閉鎖時には、国立公園局の職員も出勤しなくなるため、公園も利用不可能となることが一般的であった。しかし、ドナルド・トランプ政権下で2018年12月から始まった政府閉鎖時においては、各公園が解放状態とされたため、一部公園内では収集されないゴミで溢れるなどの弊害も見られた。

## 歴史
1803年、当時のトーマス・ジェファーソン大統領は、ルイジアナ買収を成立させる。ジェファーソン大統領は、この未開の地を調査する必要性を感じていた。そこで主に軍人からなるルイス・クラーク探検隊を組織。1804年5月に調査を開始する。1805年11月、現在のポートランド付近の太平洋岸に達し、アメリカ大陸の陸路横断に成功する。その帰路、探検隊の隊員の1人のジョン・コルターが1807年、白人として初めて、イエローストーンを発見した。
19世紀後半、イエローストーンやヨセミテの自然保護の必要性を感じていた、内務省のハイデン博士は、これらの地域の国有化を働きかけ始める。しかし、議員や一般の人たちは、イエローストーンやヨセミテの光景はホラ話として、真剣にとりあうことは無かった。そこで、ハイデン博士は、画家モーランと写真家ジャクソンを隊員に加えた、探検隊を組織。1859年から2年計画で、イエローストーンを始めとするミシシッピ川上流域の調査を始める。途中、悪天候や南北戦争の影響もあり、全計画の遂行はできなかった。しかしこのときにジャクソンにより撮影された写真と、モーランの絵はイエローストーン公園法の公聴会で、審議に参加した人々の心を捉える。いままで金の無駄と反対していた議員たちも態度を軟化。1872年に大統領ユリシーズ・S・グラントがイエローストーン公園法に署名。世界で初めての国立公園となった。
国立公園に指定されたイエローストーンだったが、管理は無いに等しかった。動物の密猟や、少数ではあるが観光客による破壊などが発生していた。
また、ヨセミテに巨大ダムを作る計画が1800年代後半に持ち上がる。当時ヨセミテに住み着いて動植物の研究をしていたジョン・ミューアが反対運動を始める。1890年、ヨセミテが国立公園に指定され、ダム計画が廃止される。この運動は、世界初の自然保護運動と言われている。
セオドア・ルーズベルトは、歴代大統領として初めて、アメリカ西部の国立公園視察を行った。この視察旅行で彼は、自然保護と国民による自然景観の共有が必要と判断。道路や宿泊施設の整備などに予算をつけるようになった。
1910年、グレイシャーが国立公園に指定される。
1916年、国立公園実施法が制定され、内務省に国立公園局が設置された。

## 国立公園の一覧

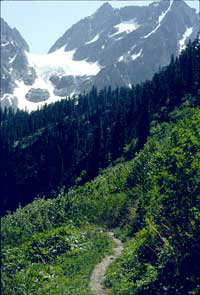
ノース・カスケード国立公園

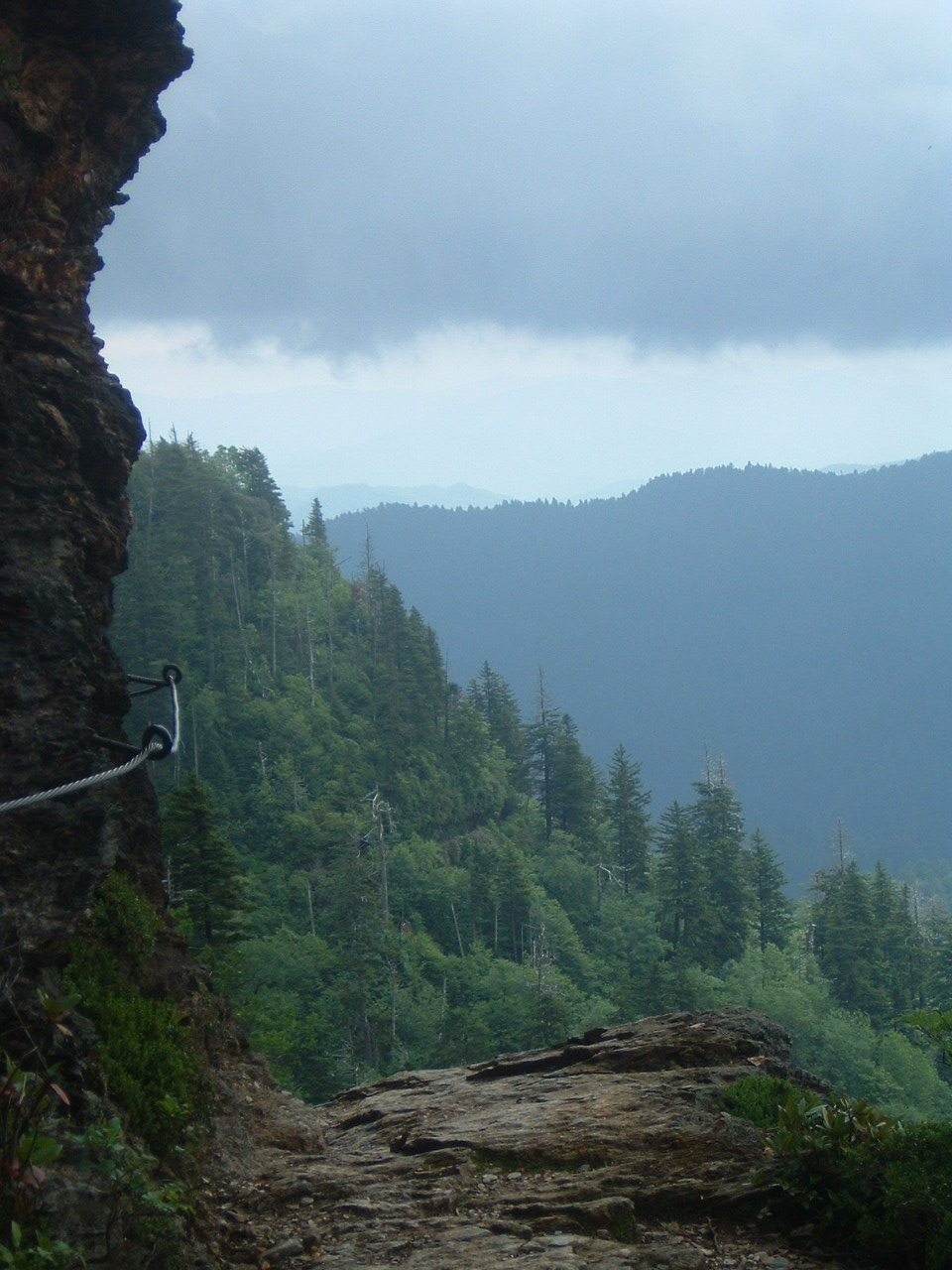
グレート・スモーキー山脈国立公園

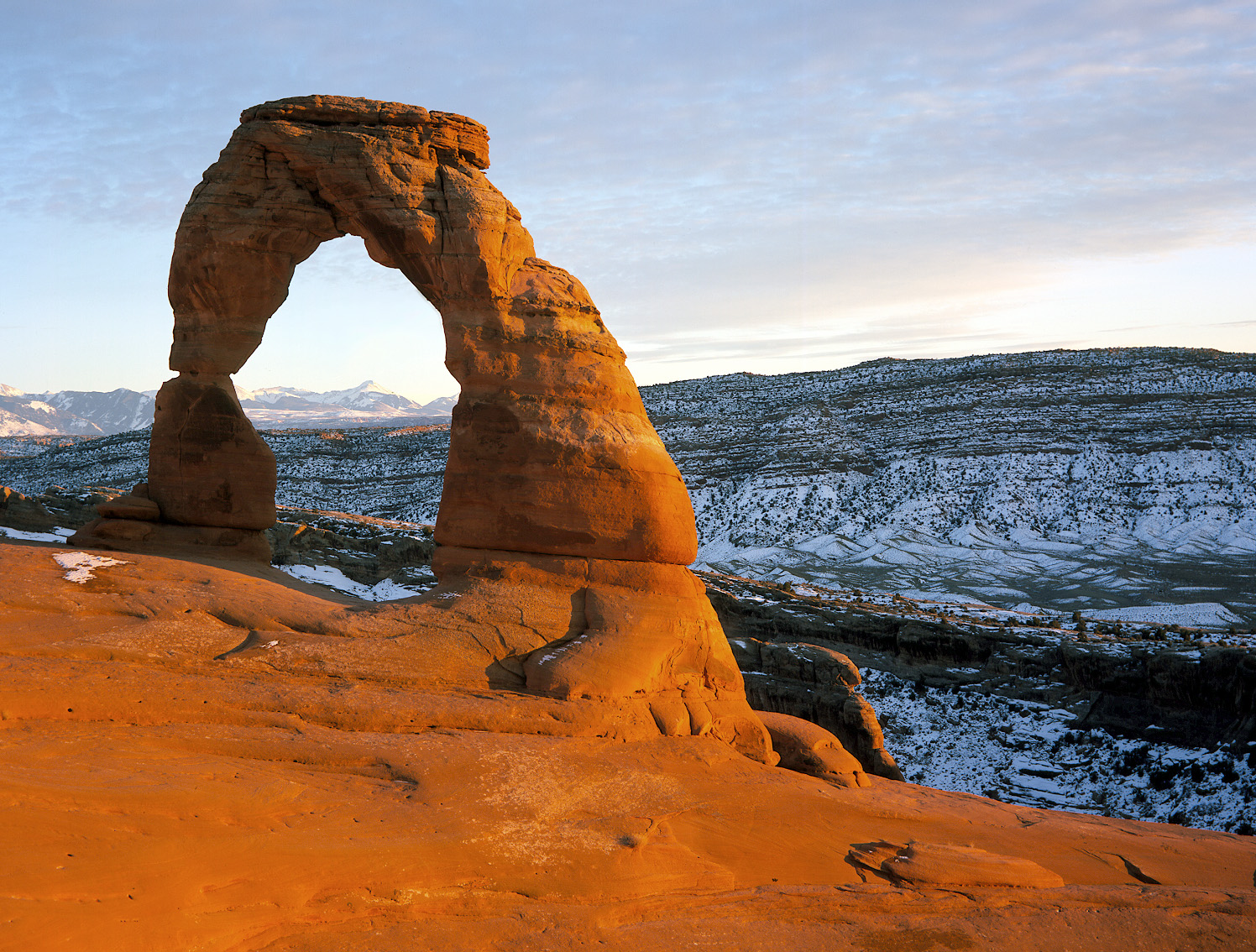
アーチーズ国立公園

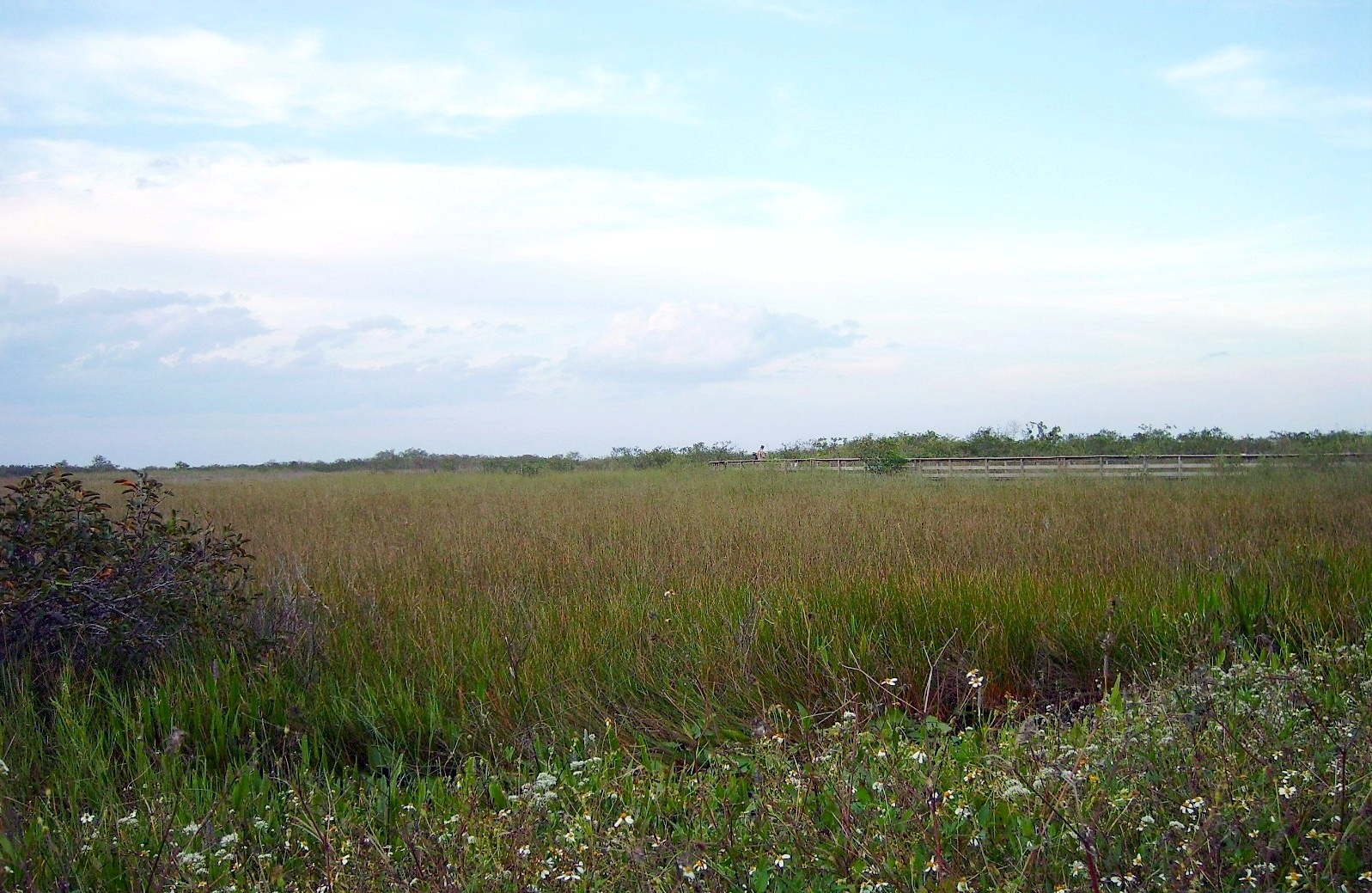
エバーグレーズ国立公園

- アイル・ロイヤル国立公園（ミシガン州、1940年）
- アーカディア国立公園（メイン州、1916年）
- アーチーズ国立公園（ユタ州、1971年）
- アメリカン・サモア国立公園（アメリカ領サモア、1988年）
- イエローストーン国立公園（アイダホ州、モンタナ州、ワイオミング州、1872年）
- ウインドケーブ国立公園（サウスダコタ州、1903年）
- エバーグレーズ国立公園（フロリダ州、1947年）
- オリンピック国立公園（ワシントン州、1938年）
- 化石の森国立公園（アリゾナ州、1962年）
- カトマイ国立公園（アラスカ州、1980年）
- カールズバッド洞窟群国立公園（ニューメキシコ州、1930年）
- キーナイ・フィヨルド国立公園（アラスカ州、1980年）
- キャニオンランズ国立公園（ユタ州、1964年）
- キャピトルリーフ国立公園（ユタ州、1971年）
- キングズ・キャニオン国立公園（カリフォルニア州、1940年）
- グアダルーペ山脈国立公園（テキサス州、1966年）
- クヤホガバレー国立公園（オハイオ州、2000年）
- グランド・キャニオン国立公園（アリゾナ州、1919年）
- グランドティトン国立公園（ワイオミング州、1929年）
- グレイシャー国立公園（モンタナ州、1910年）
- グレイシャーベイ国立公園（アラスカ州、1980年）
- クレーターレイク国立公園（オレゴン州、1902年）
- グレートサンドデューンズ国立公園（コロラド州、2004年）
- グレート・スモーキー山脈国立公園（ノースカロライナ州、テネシー州、1934年）
- グレートベースン国立公園（ネバダ州、1986年）
- コバック・バレー国立公園（アラスカ州、1980年）
- コンガリー国立公園（サウスカロライナ州、2003年）
- ザイオン国立公園（ユタ州、1919年）
- サワロ国立公園（アリゾナ州、1994年）
- シェナンドー国立公園（バージニア州、1935年）
- ジョシュア・ツリー国立公園（カリフォルニア州、1994年）
- セオドア・ルーズベルト国立公園（ノースダコタ州、1978年）
- セコイア国立公園（カリフォルニア州、1890年）
- チャネル諸島国立公園（カリフォルニア州、1980年）
- デスヴァレー国立公園（カリフォルニア州、ネバダ州、1994年）
- デナリ国立公園（アラスカ州、1971年）
- ドライ・トートゥガス国立公園（フロリダ州、1992年）
- ノース・カスケード国立公園（ワシントン州、1968年）
- バッドランズ国立公園（サウスダコタ州、1978年）
- ハレアカラ国立公園（ハワイ州、1916年）
- ハワイ火山国立公園（ハワイ州、1916年）
- ビスケーン国立公園（フロリダ州、1980年）
- ビッグ・ベンド国立公園（テキサス州、1944年）
- ピナクルズ国立公園（カリフォルニア州、2013年）
- ブラックキャニオン国立公園（コロラド州、1999年）
- ブライスキャニオン国立公園（ユタ州、1928年）
- ボエジャーズ国立公園（ミネソタ州、1975年）
- 北極圏の扉国立公園（アラスカ州、1980年）
- ホットスプリングス国立公園（アーカンソー州、1921年）
- マンモス・ケーブ国立公園（ケンタッキー州、1941年）
- メサ・ヴェルデ（コロラド州、1906年）
- ヨセミテ国立公園（カリフォルニア州、1890年）
- ラッセン火山国立公園（カリフォルニア州、1914年）
- ランゲル・セントイライアス国立公園（アラスカ州、1980年）
- レイク・クラーク国立公園（アラスカ州、1980年）
- レッドウッド国立州立公園（カリフォルニア州、1968年）
- レーニア山国立公園（ワシントン州、1899年）
- ロッキーマウンテン国立公園（コロラド州、1915年）
- ヴァージン諸島国立公園（アメリカ領ヴァージン諸島、1956年）

## 廃止された国立公園の一覧
アメリカ合衆国で廃止された国立公園は、廃止された順に次の7つがある。
- マキノー国立公園（1875年制定、1895年廃止、マキノー島州立公園に変更）
- サリーズヒル国立公園（1904年制定、1931年廃止、サリーズヒル国立鳥獣保護区に変更）
- エイブラハム・リンカーン国立公園（1916年制定、1939年廃止、エイブラハム・リンカーン生誕地国立史跡として登録）
- フォート・マクヘンリー国立公園（1925年制定、1939年廃止、フォート・マクヘンリー国定記念物として登録）
- ジェネラル・グラント国立公園（1890年制定、1940年廃止、キングズ・キャニオン国立公園に編入）
- ハワイ国立公園（1916年制定、1960年廃止、ハワイ火山国立公園とハレアカラ国立公園に分割）
- プラット国立公園（1906年制定、1976年廃止、チカソー国立レクリエーション地域に変更）